# کریم‌آباد (دلفان، شرق)
کریم‌آباد روستایی در دهستان میریگ جنوبی بخش مرکزی شهرستان دلفان استان لرستان ایران است.

## جمعیت
بر پایه سرشماری عمومی نفوس و مسکن در سال ۱۳۹۵ جمعیت این روستا ۳۵ نفر (۹خانوار) بوده‌است.